# ヴワディスワフ・ポドコヴィンスキー
ヴワディスワフ・ポドコヴィンスキー（Władysław Podkowiński、ポーランド語: [vwaˈdɨswaf pɔtkɔˈvɪɲskʲi]、1866年2月4日  – 1895年1月5日）ポーランド分割期における若きポーランド運動の一員とみなされるポーランドの画家、イラストレーター。ポーランドにおける印象派の先駆者とされる。

## 略歴
ワルシャワで生まれた。ヴォイチェフ・ゲルソンの工房で学んだ後、1880年から1884年の間、ワルシャワの美術アカデミーで学んだ。卒業後はワルシャワの美術雑誌で働いた。1885年にユゼフ・パンキェヴィチとともにサンクトペテルブルクの帝国美術アカデミーに入学し、1年間学んだ。1886年に帰国すると雑誌 Tygodnik Ilustrowanyのイラストレーターとなり、高い評価を得た。
この頃、 自然主義の画家、アレクサンデル・ギェリムスキの影響を受けて水彩画や油絵を描いた。1889年にパリを訪れた後、画家として暮らす道を選び。クロード・モネやフランスの印象派の画家から深い影響を受け、ポーランドに印象派の絵画をもたらした画家と評価された。結核に罹った後は、作風は象徴主義の傾向を示した。ワルシャワで28歳で死去した。

## 作品

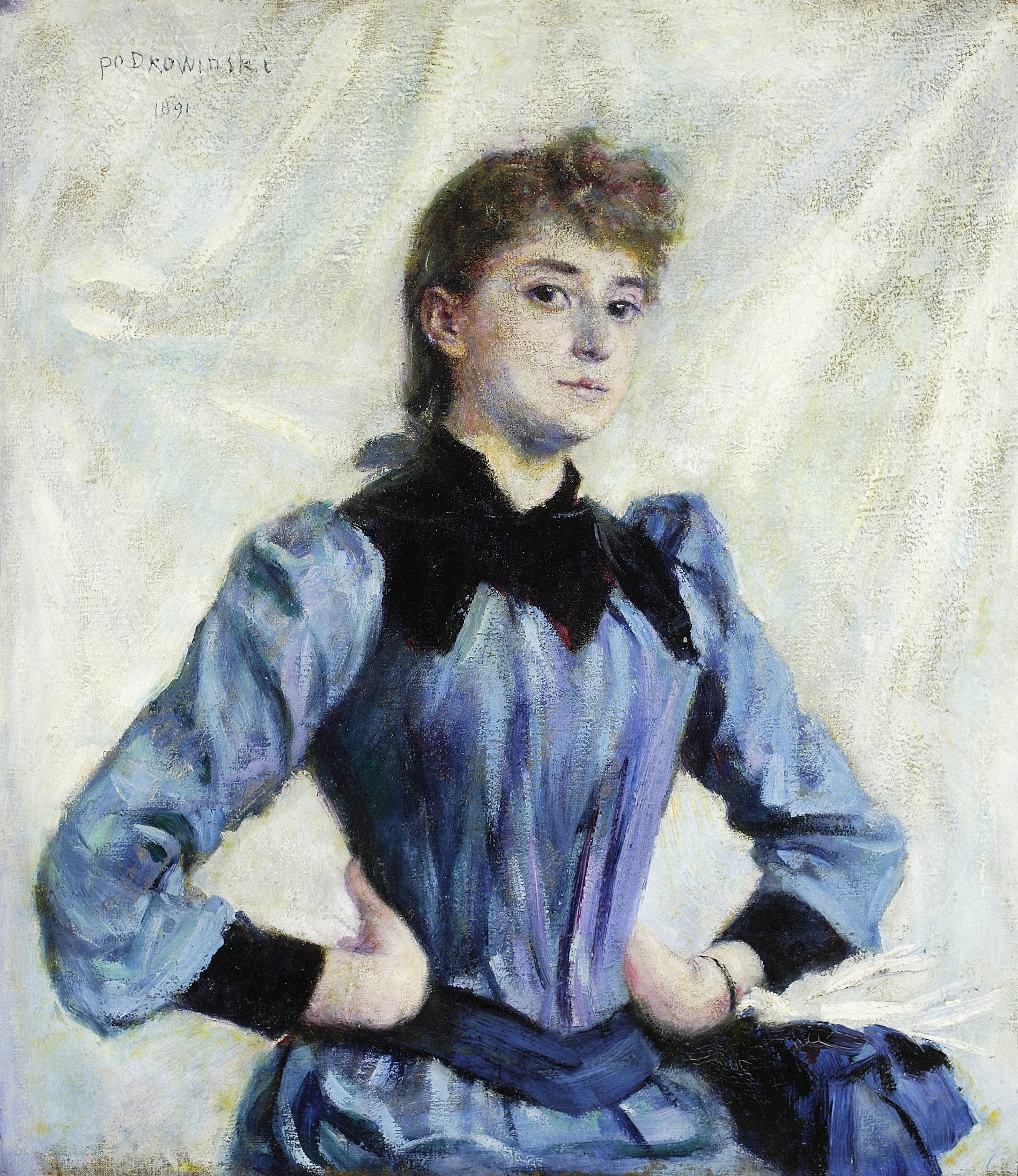
ブロンド女の研究 (Studium blondynki) (1891)
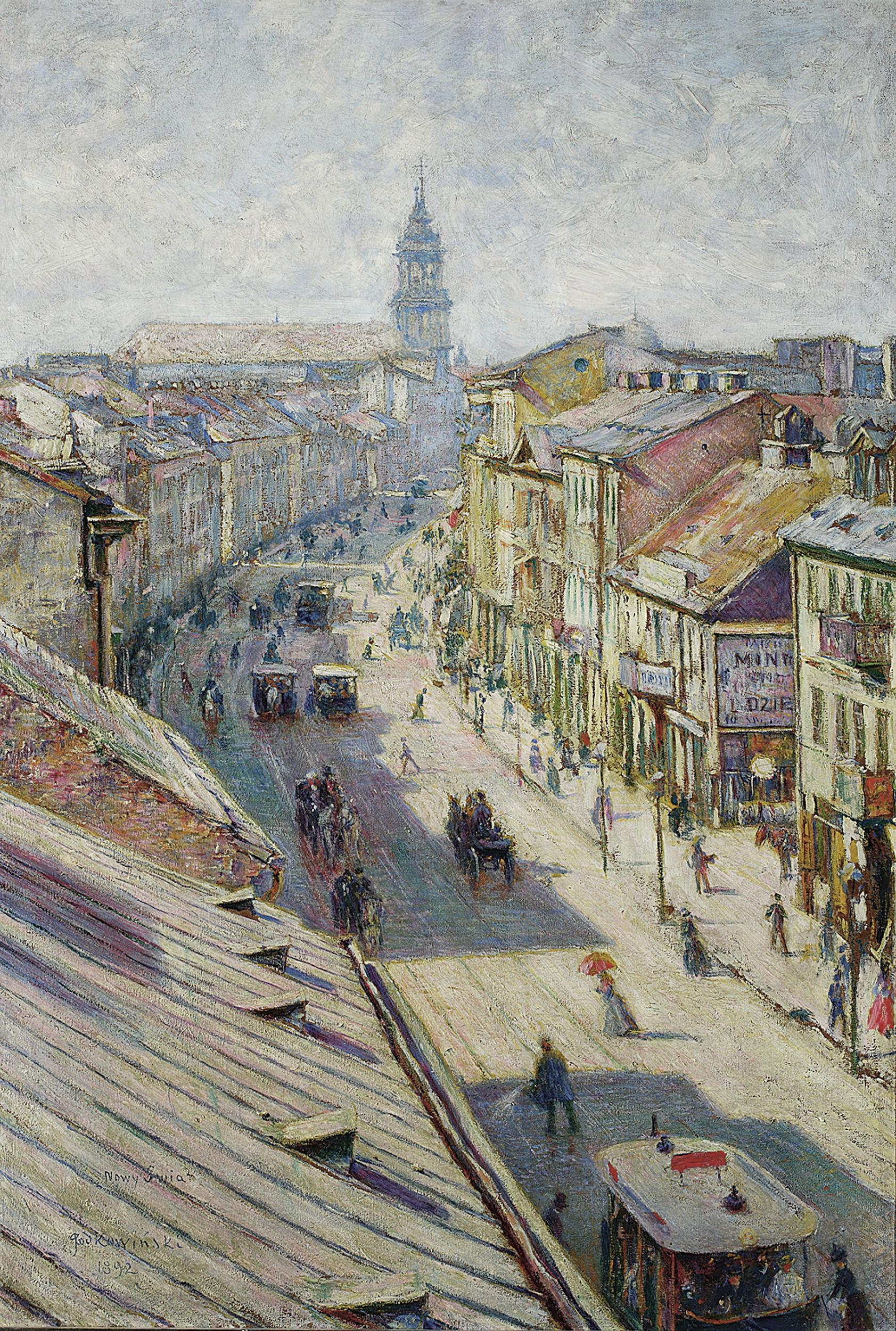
夏の日のワルシャワのノヴィ・シフャト通り (Ulica Nowy Świat w Warszawie w dzień letni) (1892)
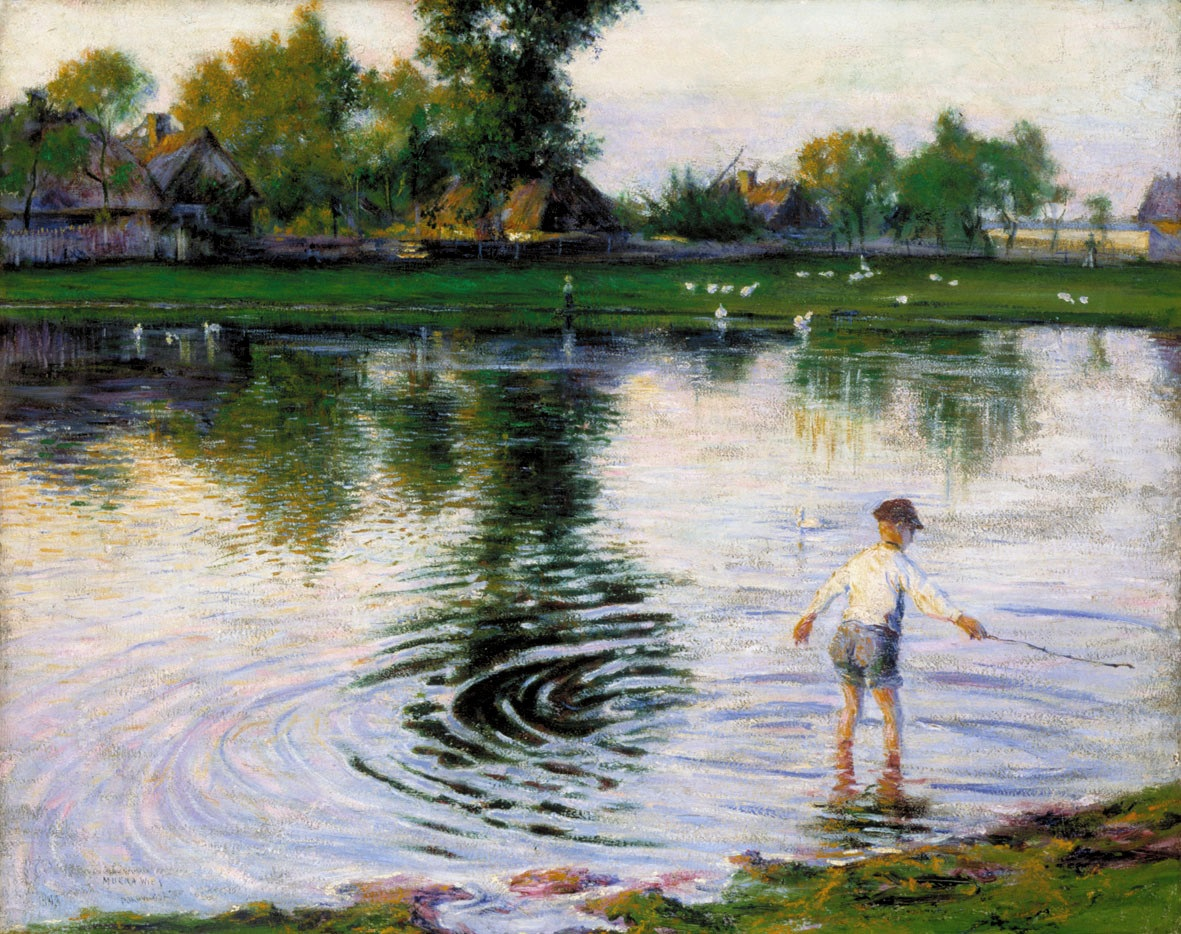
モクラ・ヴィェシ (Mokra Wieś) (1892)
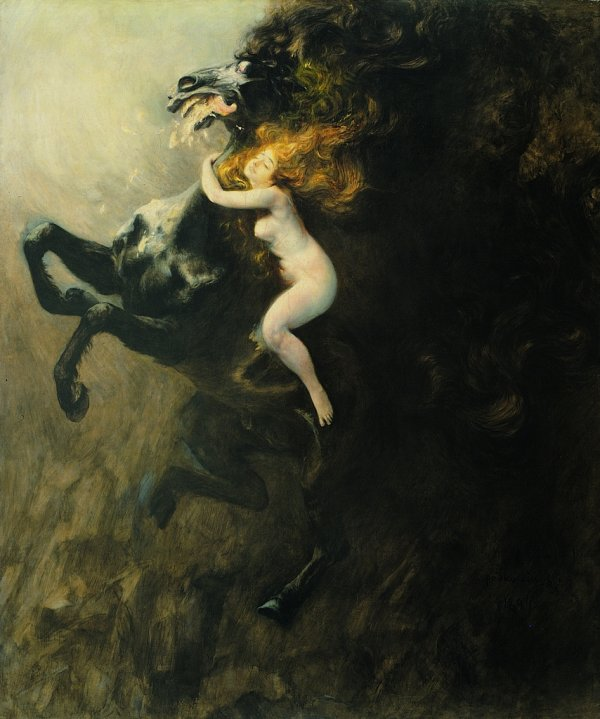
『歓喜の熱狂』(1894)